# Shangzhi
Shangzhi (尚志 ; pinyin : Shàngzhì) est une ville de la province du Heilongjiang en Chine. C'est une ville-district placée sous la juridiction de la ville sous-provinciale de Harbin. Anciennement appelée Zhuhe, la ville est renommée d'après Zhao Shangzhi.

## Démographie
La population du district était de 598 158 habitants en 1999.